# 金融管理局
金融管理局（又稱貨幣當局）是多个国家或地区的中央金融管理机构。不同国家或地区的金融管理局包括：
在金融和經濟學中，貨幣當局是管理一國貨幣和貨幣供應的實體，其目標通常是控制通貨膨脹、利率、實際GDP或失業率。憑藉其貨幣工具，貨幣當局能夠有效地影響短期利率的發展，但也可以影響控制貨幣成本和可用性的其他參數。
通常，貨幣當局是中央銀行或貨幣委員會。大多數中央銀行在一定程度上獨立於政府及其政治目標和決策。但根據政治設置，如果允許政府影響或控制其中央銀行，政府就可以對貨幣政策進行事實上的控制。貨幣發行局可能會將貨幣供應限制為另一種貨幣的數量。在某些情況下，可能會有廣泛的實體（例如銀行）可以發行紙幣或硬幣的自由銀行業務。
通常，一個國家的貨幣只有一個貨幣當局。但是，也有其他安排，例如在歐元區，由歐洲中央銀行和已採用歐元作為其唯一官方貨幣。有些國家則沒有中央銀行或其他貨幣當局，例如巴拿馬。

## 美洲
- 加拿大：加拿大銀行
- 百慕大：百慕達金融管理局
- 开曼群岛：開曼群島金融管理局（英语：Cayman Islands Monetary Authority）
- ：巴貝多中央銀行（英语：Bank of Barbados）
- 墨西哥：墨西哥銀行
- 東加勒比中央銀行
- 美国：聯邦準備系統

## 亞洲

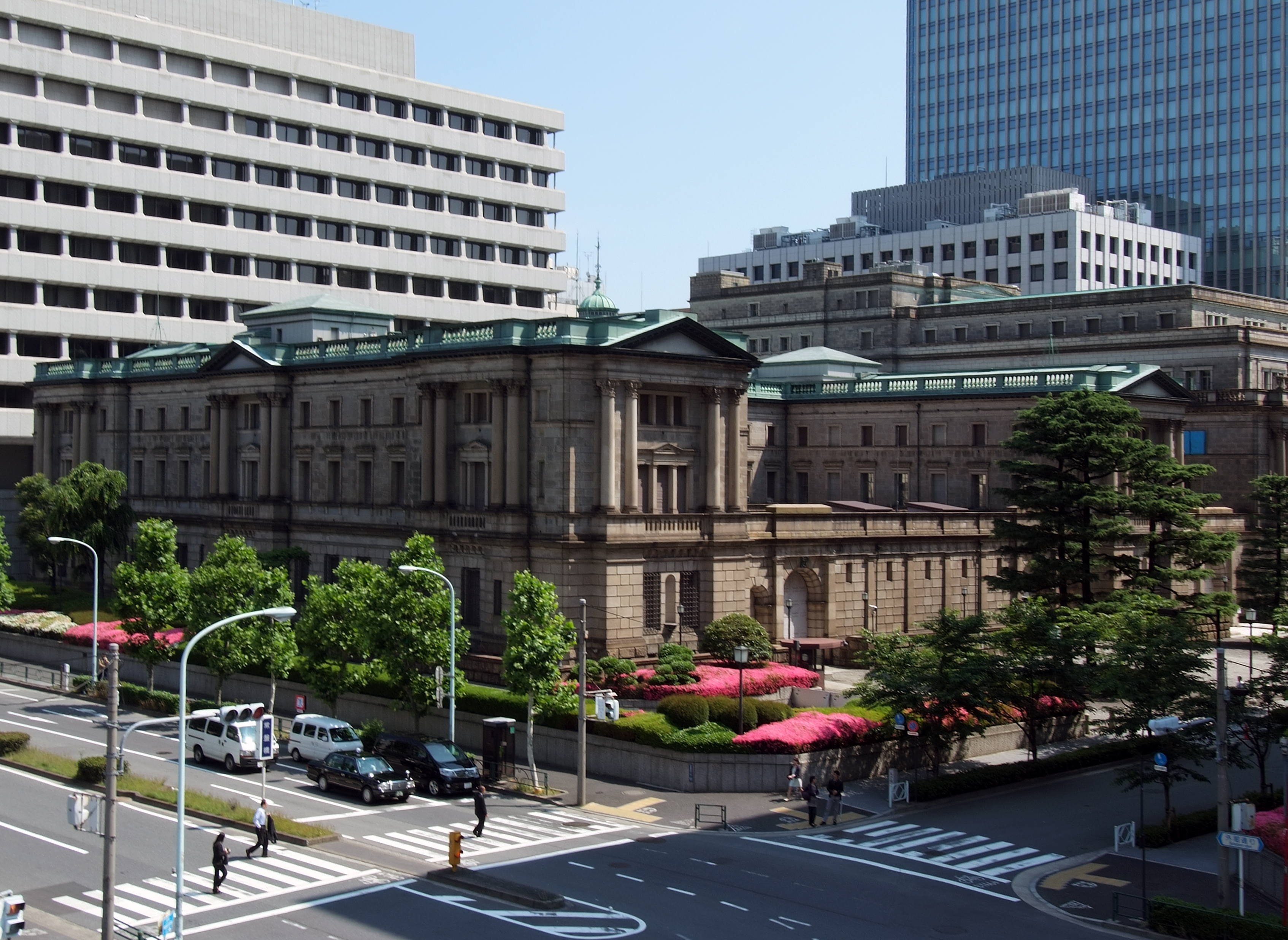
位於東京的日本銀行

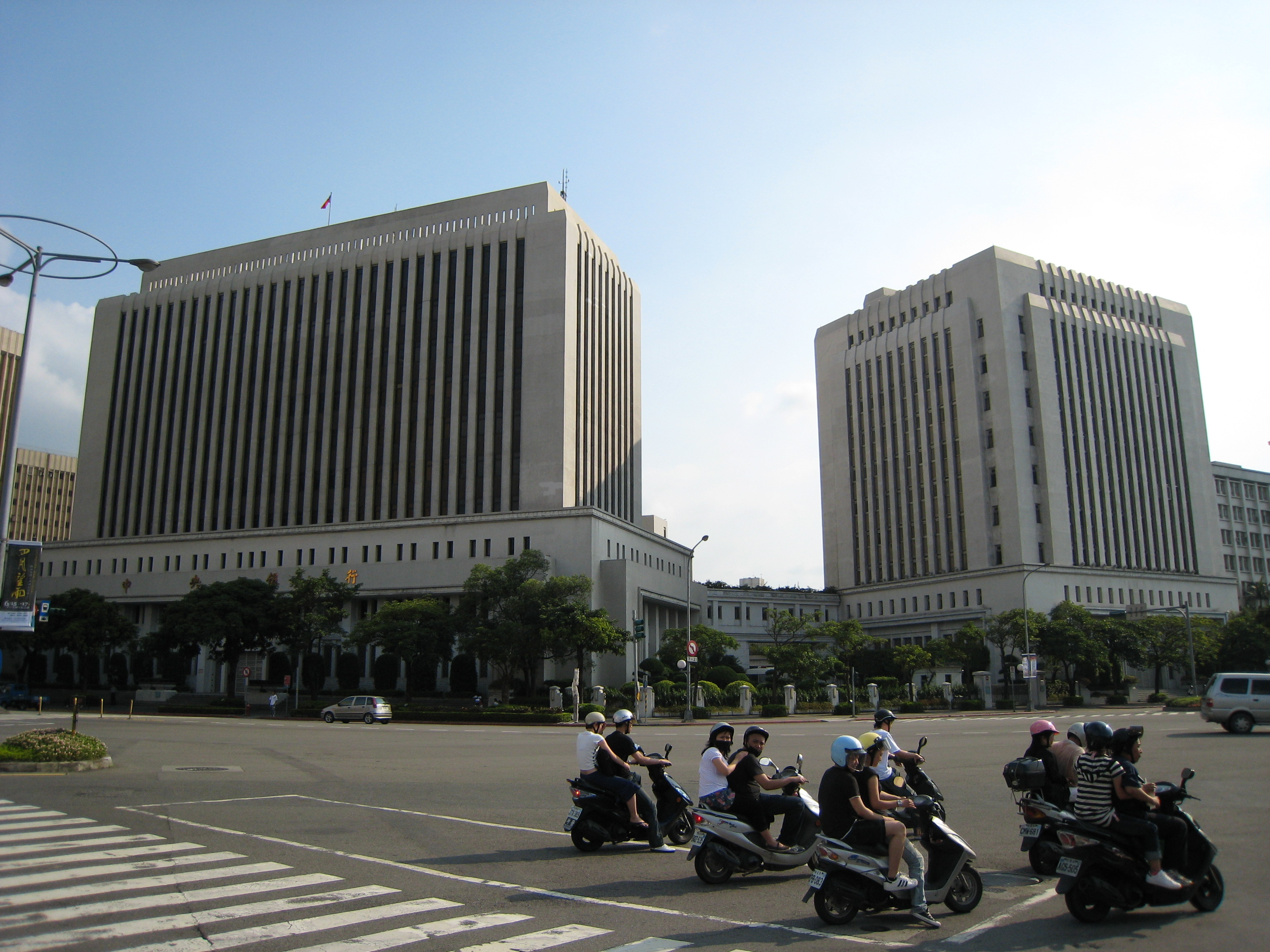
位於台北的中華民國中央银行

- 日本：日本银行

- 中华人民共和国：中国人民银行[註 1]
  -  香港：香港金融管理局
  -  澳門：澳門金融管理局
- 中華民國 ：中華民國中央銀行

- 斯里蘭卡：斯里蘭卡中央銀行
- 馬爾地夫：马尔代夫金融管理局（英语：Maldives Monetary Authority）
- ：汶莱金融管理局
- 新加坡：新加坡金融管理局
- 不丹：不丹皇家金融管理局（英语：Royal Monetary Authority of Bhutan）
- 巴勒斯坦：巴勒斯坦金融管理局（英语：Palestine Monetary Authority）
- 尼泊尔：尼泊爾國家銀行（英语：Nepal Rastra Bank）
- 印度：印度儲備銀行
- 巴基斯坦：巴基斯坦國家銀行
- ：朝鮮民主主義人民共和國中央銀行
- ：韓國銀行
- 蒙古国 ：蒙古银行
- 泰國：泰国银行

## 歐洲
- 安道尔：安道尔金融管理局（英语：Andorran Financial Authority）
- 英格兰：英格蘭銀行
- 欧洲联盟：歐洲中央銀行
- 斯洛伐克：斯洛伐克共和國金融管理局
- 匈牙利：匈牙利國家銀行
- 拉脫維亞：拉脫維亞銀行
- 俄羅斯：俄羅斯聯邦中央銀行
- 德国：德意志聯邦銀行
- 法國：法蘭西銀行

## 大洋洲
- ：澳洲儲備銀行
- 斐济：斐濟儲備銀行
- 新西兰：紐西蘭儲備銀行